# Friggitoria

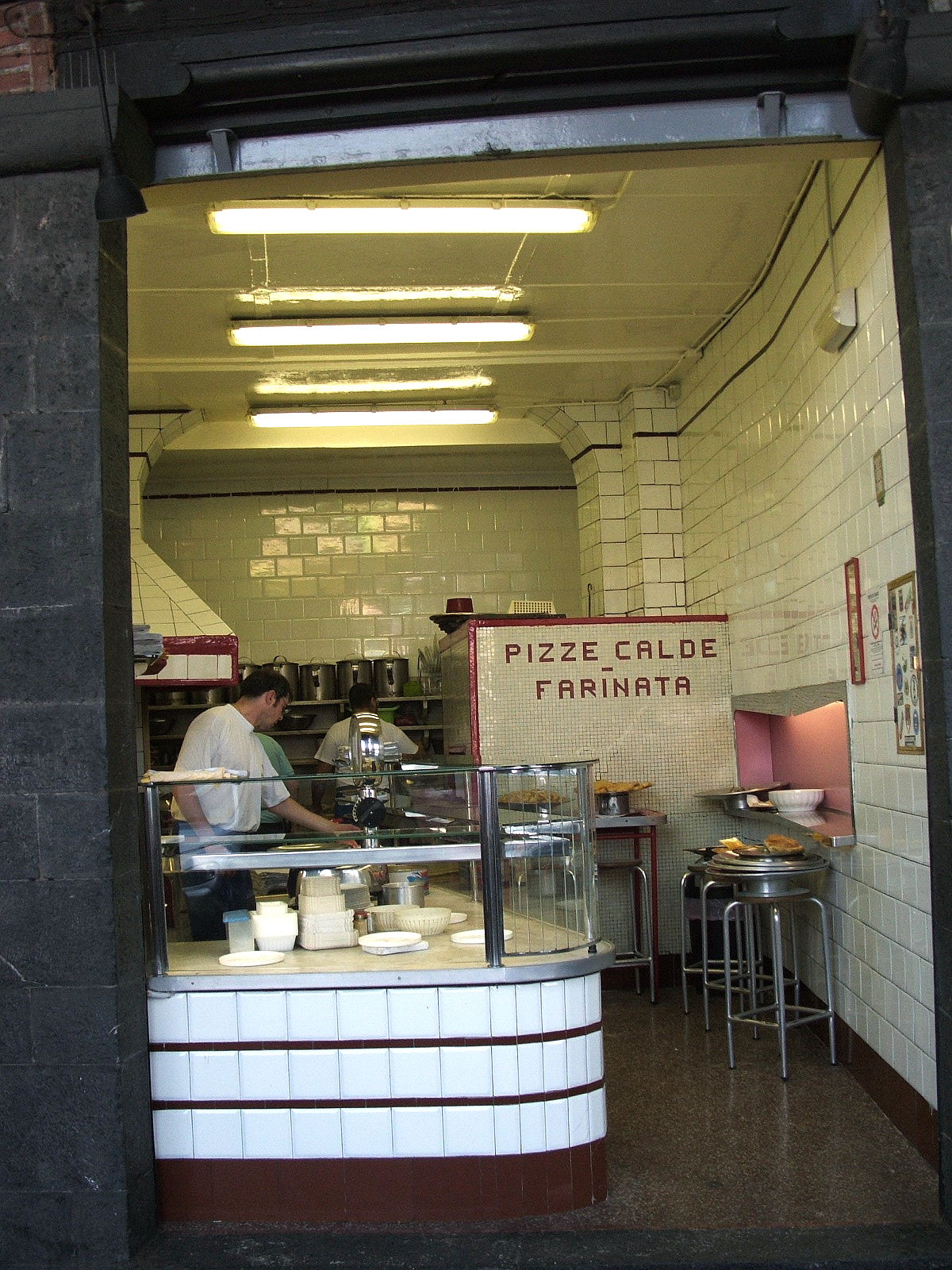
Una friggitoria storica Carega, nel sestiere di Sottoripa a Genova dal 1942.

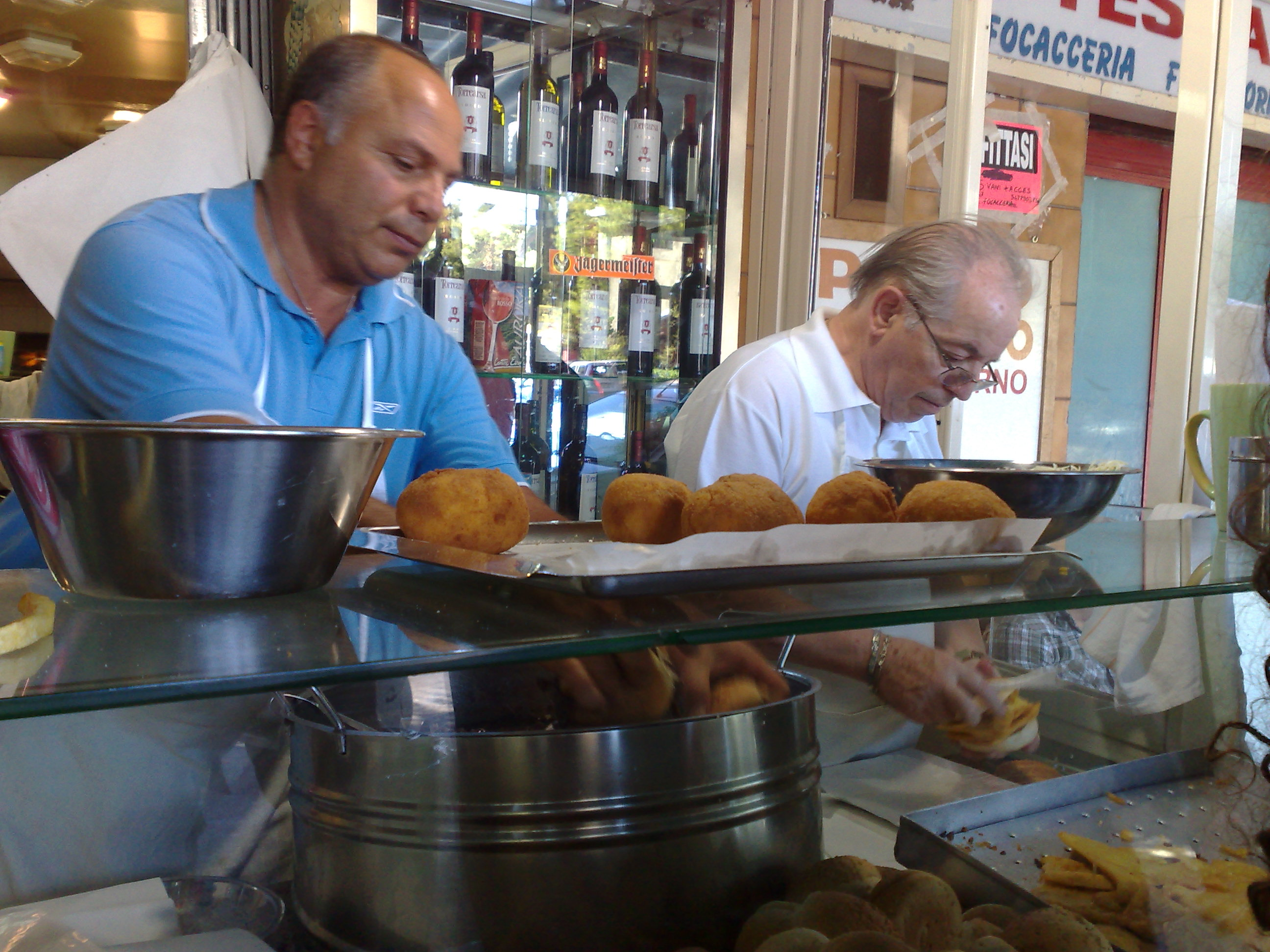
Vendita di panelle, arancine e di pani câ meusa a Palermo.

La friggitoria è un locale dove si preparano e si vendono prodotti gastronomici prevalentemente fritti.

## Diffusione

### In Belgio
Le friterie (in fiammingo frietkot) sono esercizi commerciali spartani, comunissimi nelle principali città belghe, nei quali vengono venduti fast food tipici da asporto tra cui patate fritte, frikandel, cervelas e mitraillette.

### In Italia
Le friggitorie sono locali tipici della tradizione napoletana, diffuse specialmente nel centro storico, dove si possono acquistare alcuni prodotti tra i quali le pastacresciute, gli scagliozzi ed i sciurilli, oltre alle melanzane fritte e ai piccoli crocchè di patate.
Le friggitorie sono diffuse anche nella tradizione ligure. Un tempo erano diffusissime nel sestiere di Sottoripa antistante il porto di Genova in cui tuttora ne restano alcune e in quella palermitana, dove friggitorie, anche ambulanti, preparano pietanze da gustare in strada, come le panelle.